# Aeródromo de Rancho Marina Vieja
El Aeródromo de Rancho Marina vieja es un pequeño campo de aviación privado ubicado en el municipio de Soto la Marina y se encuentra parcialmente rodeado por un meandro del Río Soto La Marina a 15 kilómetros al este-sureste de Soto la Marina. Cuenta con una pista de aterrizaje de 1,420 metros de largo y 15 metros de ancho con gotas de viraje en ambas cabeceras, las cuales también cumplen la función de plataforma de aviación. Actualmente solo se utiliza con propósitos de aviación general.